# Stykkishólmsbær
Stykkishólmsbær är en kommun i republiken Island.   Den ligger i regionen Västlandet, i den västra delen av landet, 110 km norr om huvudstaden Reykjavik. 2015 hade Stykkishólmsbær 978 invånare.